# Armeeabteilung Woyrsch

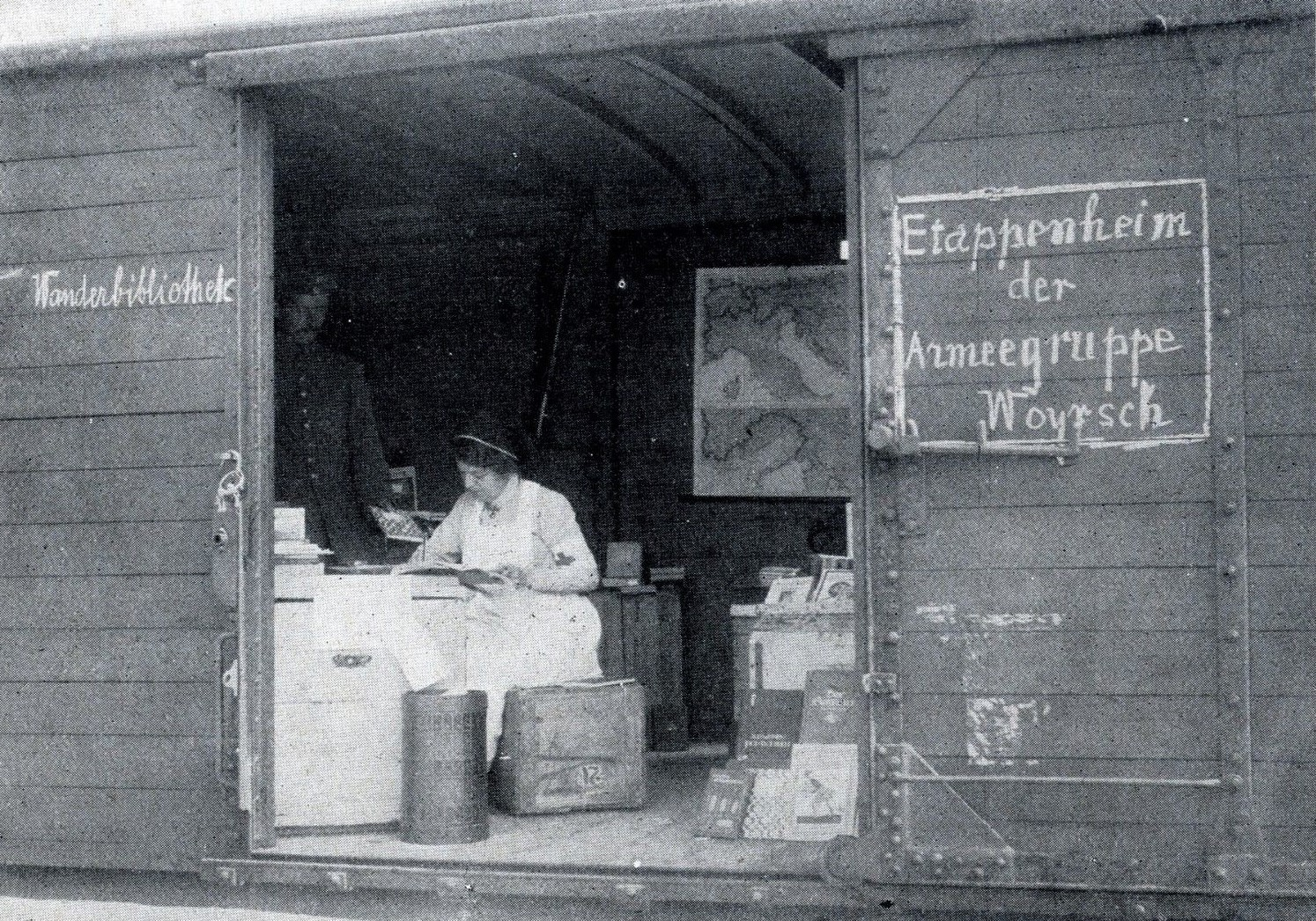
Wanderbibliothek der Armeegruppe Woyrsch (1916)

Die Armeeabteilung Woyrsch / Oberkommando Woyrsch war ein Großverband und die dazugehörige  Kommandobehörde des deutschen Heeres während des Ersten Weltkrieges (1914–1918). Sie umfasste verschiedene Truppen und wurde nach ihrem Befehlshaber Generaloberst Remus von Woyrsch benannt.

## Geschichte
Zu Beginn des Ersten Weltkrieges standen zur Deckung der schlesischen Grenze nur Landwehrverbände zur Verfügung. Diese wurden mit der Mobilmachung zum Landwehrkorps zusammengefasst und unter den Befehl des General der Infanterie Remus von Woyrsch gestellt. Dieser Verband wurde jedoch durch zahlreiche andere Truppen zu einer Armee-Abteilung verstärkt. Dem trug eine Umorganisation am 3. November 1914 Rechnung, als Generaloberst Woyrsch zu deren Befehlshaber ernannt wurde. Da dieser Großverband nur einen improvisierten Charakter hatte, blieb die etatmäßige Stellung Woyrschs allerdings diejenige des Kommandierenden Generals des Landwehrkorps.
Die Armee-Abteilung kam ausschließlich an der Ostfront zum Einsatz. Hier wurde sie vom 14. November 1914 bis zum 4. August 1915 zur Unterstützung der K.u.k. Monarchie unter das Kommando der österreichisch-ungarischen Heeresleitung gestellt. Später standen unter Woyrschs Befehl auch eine österreichisch-ungarische Armee oder Armee-Abteilung, sodass in der Literatur auch der Begriff „Armee Woyrsch“ zu finden ist. Am 20. September 1916 wurde das Oberkommando der Armee-Abteilung zusätzlich auch mit der Führung der Heeresgruppe Woyrsch beauftragt. Am 15. Dezember 1917 wurde die Armeeabteilung aufgelöst.